# Порядин, Павел Игоревич
Па́вел И́горевич Поря́дин (род. 21 июля 1996, Москва) — российский хоккеист, нападающий московского «Спартака» и сборной России.

## Клубная карьера
Начал заниматься хоккеем в пять лет в Зеленограде в школе «Орбита», а в семь лет перешёл в московские «Крылья Советов», в 2009 году перешёл обратно в школу «Орбита», но уже в 2010 году вернулся в «Крылья Советов». Первый тренер — Сергей Леонидович Плохих. В 2012 году вернулся в Зеленоград, где начал выступать за «Орбиту», а также за «Зеленоград» в первенстве МХЛ, где был самым молодым игроком команды. Дебютировал за «Зеленоград» 11 октября 2012 года в матче против клуба «Платина-Кишинёв» (8:1), в котором также отметился заброшенной шайбой. Всего в сезоне 2012/13 провёл в первенстве МХЛ 37 матчей, в которых набрал 13 (7+6) очков.
В 2013 году тренер «Зеленограда» перешёл в «Капитан», выступающий в чемпионате Молодёжной хоккейной лиги, куда он также пригласил Порядина. Дебютировал в МХЛ 3 сентября 2013 года в матче против «Амурских тигров» (5:0), в котором также забросил шайбу и отдал голевую передачу. В дебютном сезоне за «Капитан» провёл 54 матча, в которых набрал 28 (14+14) очков. Всего за клуб выступал до 2015 года, проведя 111 матчей и набрав 66 (35+31) очков. После окончания сезона 2014/15 был приглашён на просмотр в нижнекамский «Реактор» — клуб системы «Нефтехимика», куда после успешного просмотра и перешёл. Всего за «Реактор» провёл 38 матчей, в которых набрал 47 (21+26) очков.
Осенью 2015 года начал привлекаться к матчам фарм-клуба саратовского «Кристалла» в Высшей хоккейной лиге. Дебютировал в ВХЛ 8 октября 2015 года в матче против «Рубина» (2:1). Первые очки в ВХЛ набрал 17 октября 2015 года в матче против «Дизеля» (2:3), в котором забросил шайбу и отдал голевую передачу. Всего в дебютном сезоне в ВХЛ провёл девять матчей и набрал пять (3+2) очков. В сезоне 2016/17 привлекался в фарм-клуб «Ариада-НХ», за который провёл пять матчей и набрал три (1+2) очка, в сезоне 2017/18 провёл семь матчей и набрал два (1+1) очка за «Молот-Прикамье», а в сезоне 2018/19 за ЦСК ВВС сыграл 13 матчей и набрал 12 (4+8) очков. В 2017 году, стал финалистом Кубка Харламова с «Реактором», после чего принял участие в летнем тренировочном лагере клуба НХЛ «Нью-Йорк Рейнджерс».
Летом 2015 года проходил предсезонные сборы вместе с «Нефтехимиком». Дебютировал в Континентальной хоккейной лиге 30 августа 2015 года в матче против «Барыса» (5:2), проведя на площадке семь минут и 22 секунды. Свои следующие матчи Порядин провёл лишь в ноябре, и 25 ноября 2015 года набрал свои первые очки в КХЛ — в матче против московского «Динамо» (5:3) он отдал две голевые передачи. 4 декабря 2015 года забросил свои первые шайбы в КХЛ в ворота московского «Спартака» (5:3), сделав дубль. В дебютном сезоне в КХЛ на счету Порядина 20 сыгранных матчей, в которых он набрал семь (3+4) очков. 22 апреля 2019 года продлил контракт с «Нефтехимиком» на два сезона. 26 декабря 2019 года впервые был приглашён для участия на матче звёзд КХЛ. 8 мая 2021 года продлил контракт с клубом ещё на два сезона. 28 октября 2022 года вошёл в состав команды дивизиона Харламова для участия в матче звёзд КХЛ 2022. 14 ноября 2022 года оформил свой первый хет-трик в КХЛ в матче против «Витязя». В сезоне 2022/23 стал лучшим бомбардиром «Нефтехимика» в сезоне, он набрал 37 (22+15) очков в 67 матчах, к которым добавил четыре (2+2) балла в шести встречах плей-офф. Всего на счету Порядина в КХЛ 375 матчей за «Нефтехимик» при 163 (79+84) набранных очках.
2 мая 2023 года в результате обмена на Артёма Серикова, Дмитрия Злодеева и денежную компенсацию перешёл в московский «Спартак». 29 июня 2023 года заключил контракт с клубом на три года. 14 сентября 2023 года сделал три передачи в игре против «Витязя» (4:1). 7, 9 и 11 октября за три матча КХЛ против «Куньлуня» (4:3), «Витязя» (5:1) и ЦСКА (5:3) набрал 7 очков (4+3). 28 декабря 2023 года в матче против минского «Динамо» (4:1) Порядин забросил свою 100-ю шайбу в КХЛ. 1 июня 2025 года продлил контракт со «Спартаком» на три года.

## Карьера в сборной
25 октября 2019 года был впервые вызван в состав национальной сборной России для участия в первом этапе Евротура — Кубке Карьяла. На турнире провёл два матча и забросил две шайбы. 29 января 2021 года вызывался в состав олимпийской сборной России на турнир Kazakhstan Hockey Open в Нур-Султане, на котором провёл два матча. 4 февраля 2020 года был в составе национальной команды на матчи третьего этапа Евротура, в которых провёл три матча и забросил одну шайбу. 20 апреля 2023 года вошёл в состав сборной «Россия-25» (средний возраст игроков не превышает 25 лет) на майские товарищеские матчи против команд Казахстана и Белоруссии.

## Достижения
- Новичок недели КХЛ: 2016[22]
- Финалист Кубка Харламова: 2017
- Участник матча звёзд КХЛ (2): 2020, 2023

## Личная жизнь
Жена — Александра, на которой женился 28 апреля 2018 года. Они познакомились в школе в 10-м классе. 8 октября 2023 года у пары родился сын.